# Día de las Fuerzas Armadas (Azerbaiyán)
El día de las Fuerzas Armadas (en azerbaiyano Azərbaycan Respublikası Silahlı Qüvvələri günü) - el día de las fuerzas armadas, fiesta oficial, el día no laborable. Por el orden presidencial del 22 de mayo de 1998, el 26 de junio anualmente se celebra como el Día de Fuerzas Armadas de Azerbaiyán.

## Historia
El 28 de mayo de 1918 fue declarado la independencia de Azerbaiyán y establecido la República Democrática de Azerbaiyán - primera república en el Oriente musulmán. El 26 de junio de 1918 por la decisión del gobierno de la República Democrática de Azerbaiyán el cuerpo musulmán fue denominado al cuerpo azerbaiyano y por consiguiente, esa decisión ha sido la base jurídica para establecimiento de las Fuerzas Armadas de Azerbaiyán independiente. El jefe del cuerpo azerbaiyano fue Ali-Agha Shikhlinski.
En 1919 fue celebrado primer desfile militar en la historia de la República Democrática de Azerbaiyán.
Hasta el 1998 el Día de las Fuerzas Armadas de Azerbaiyán se celebraba el 9 de octubre - día de la aprobación de ley sobre creación las fuerzas nacionales de autodefensa de la República de Azerbaiyán (1991).
El 22 de mayo de 1998 el presidente de la República de Azerbaiyán firmó un orden, por lo que el 26 de mayo fue declarado como el Día de las Fuerzas Armadas de Azerbaiyán.

## Desfiles militares
Primer desfile militar en la República de Azerbaiyán fue celebrado el 9 de octubre de 1992.
Segundo desfile militar en la historia de Azerbaiyán independiente fue celebrado el 26 de junio de 2008 con ocasión del 90 año del Ejército Nacional. En el desfile participaron 4500 personales militares.
Tercer desfile militar se dedicó a 20 aniversario de independencia de la República de Azerbaiyán, el 26 de junio de 2011. Aquí participaron alrededor de 6000 personales militares.
El 26 de junio de 2013 en Azerbaiyán fue celebrado cuarto desfile con ocasión de 95 año del Ejército Nacional, en la que participaron más de 125000 personas, entre ellos  85000 personas del ejército del tierra, 15000 - de las Fuerzas Aéreas y de Defensa Aérea, 2800 - de las fuerzas aeronavales. El número de la guardia nacional fue 2500, ejércitos del Ministerio del Interior - 12000 y de guardia fronteriza - 5000.

### Desfile militare (2011)

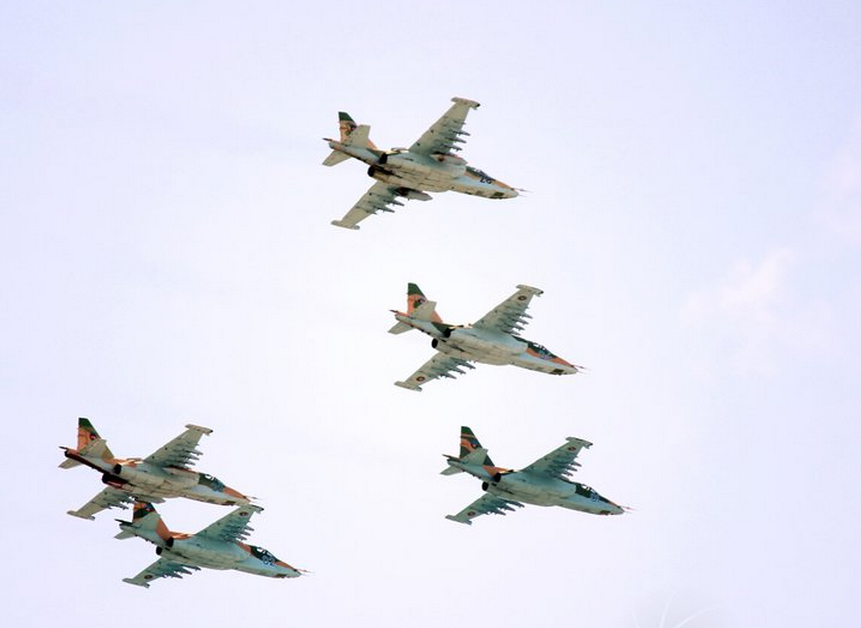
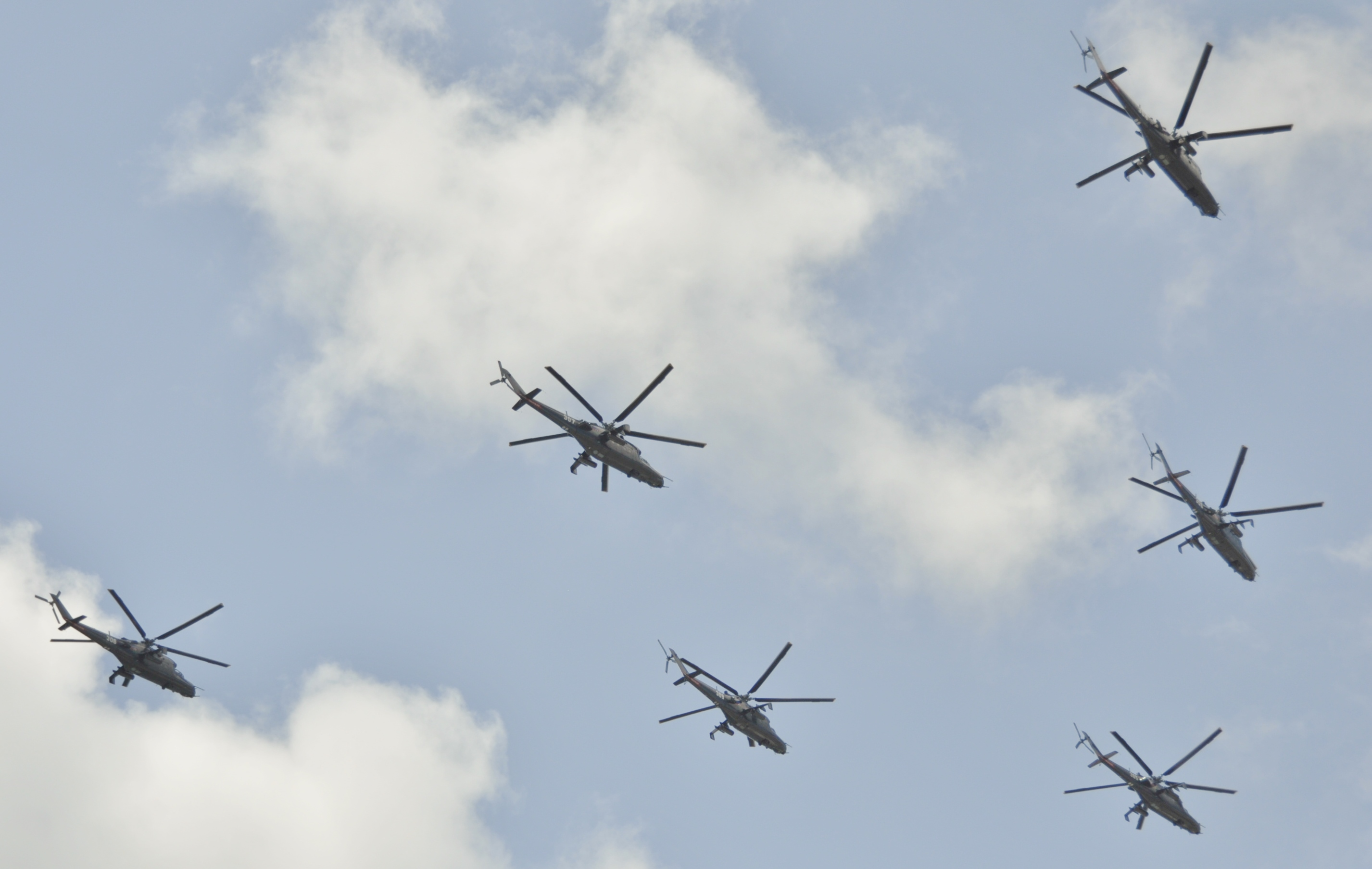
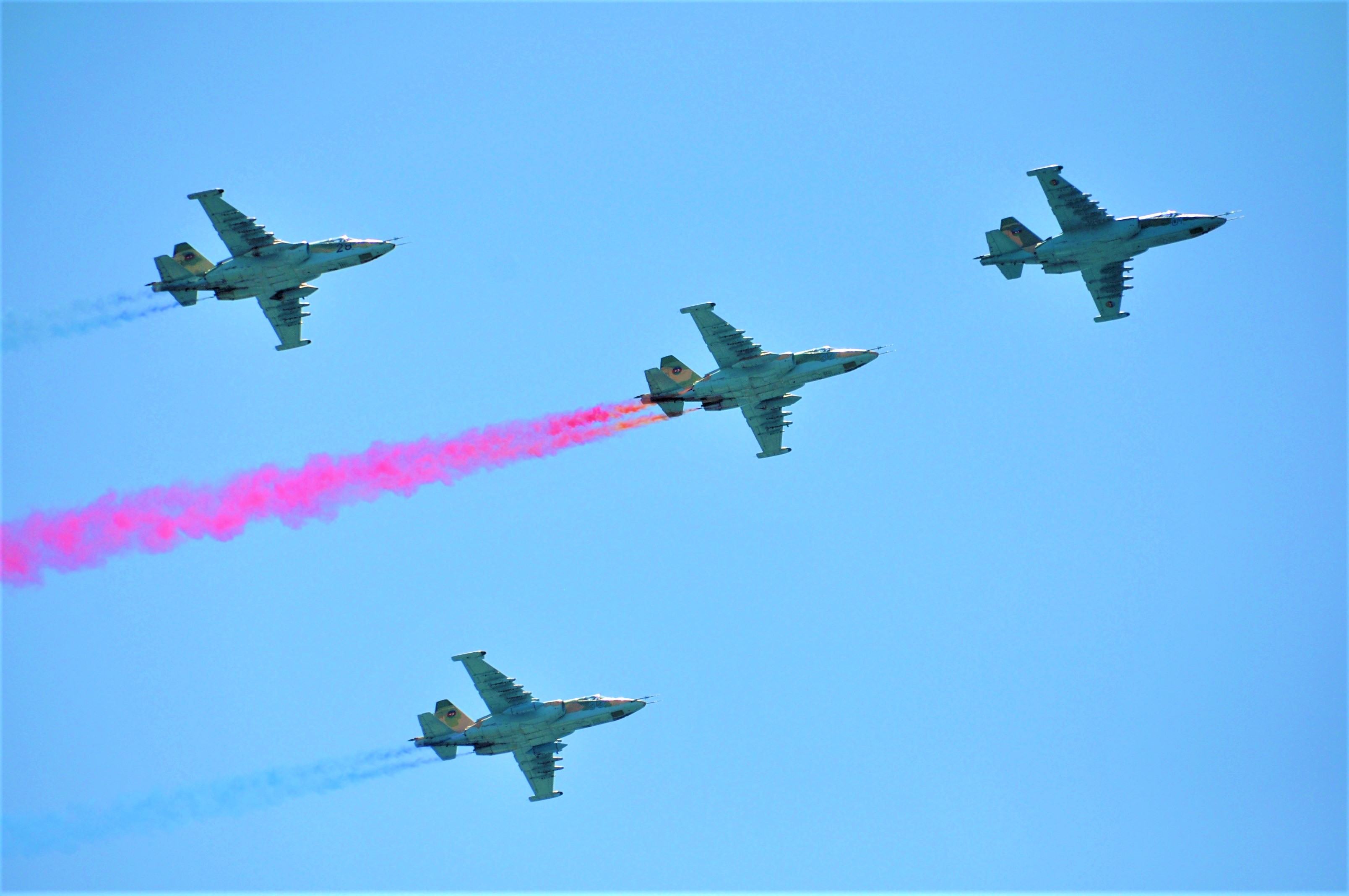
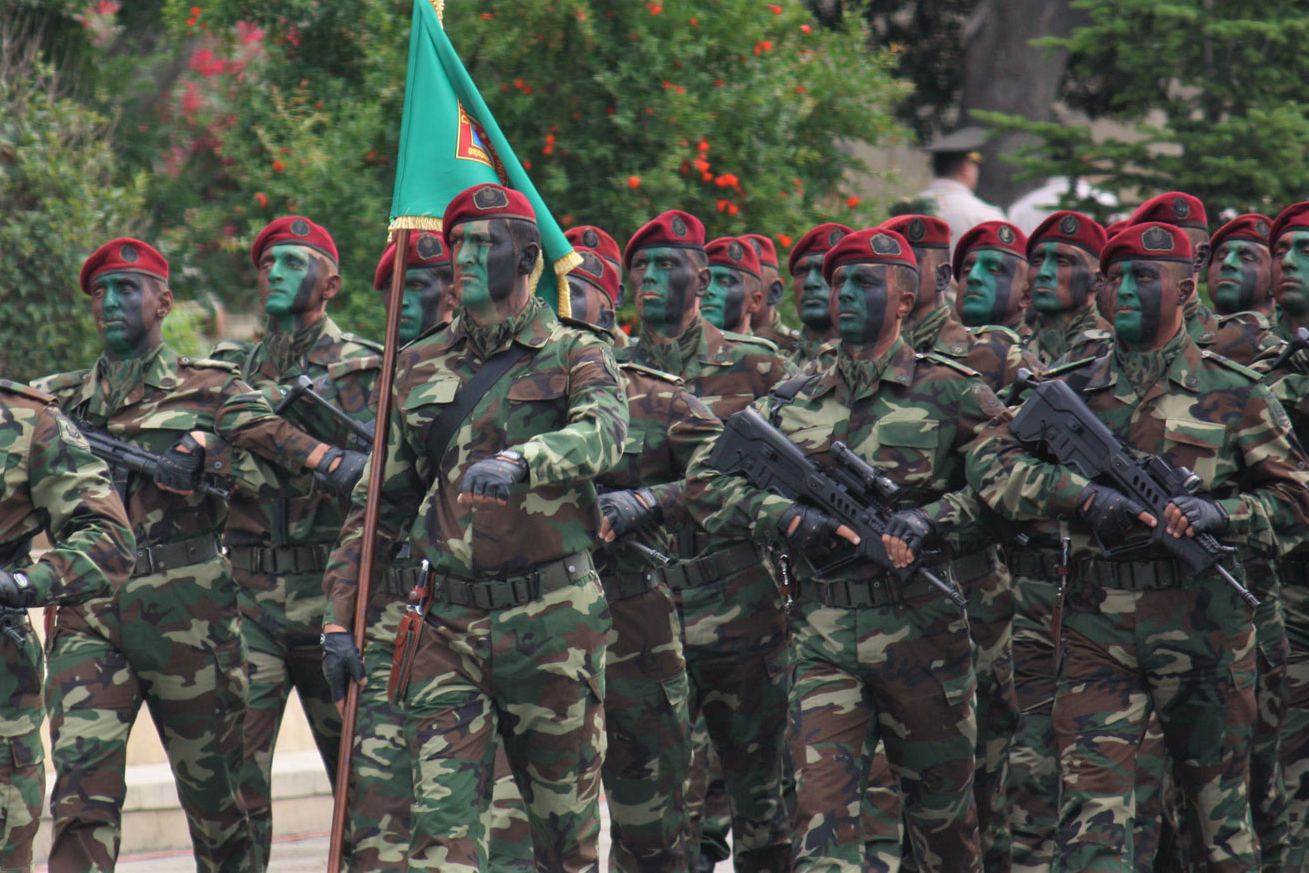
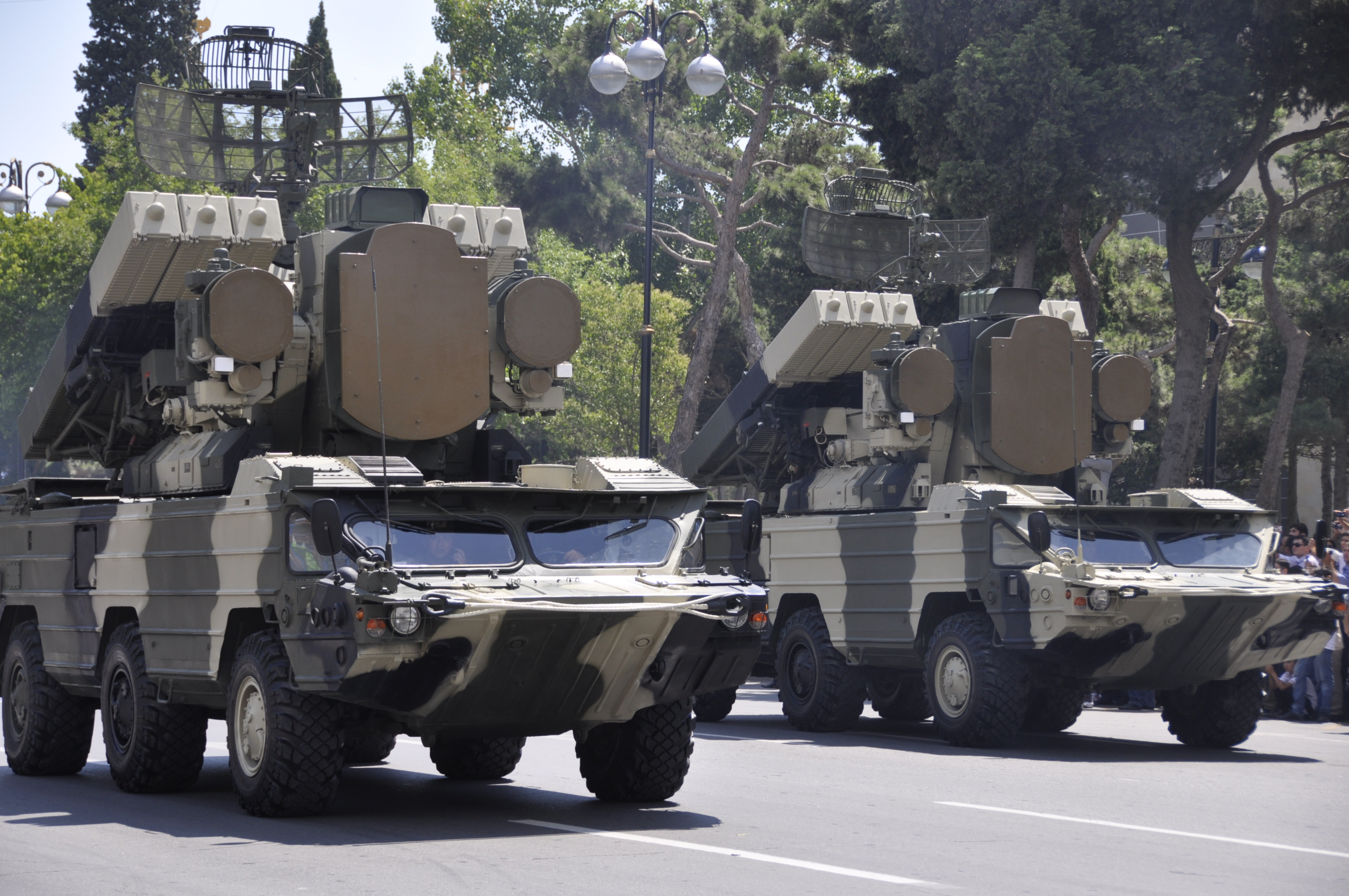
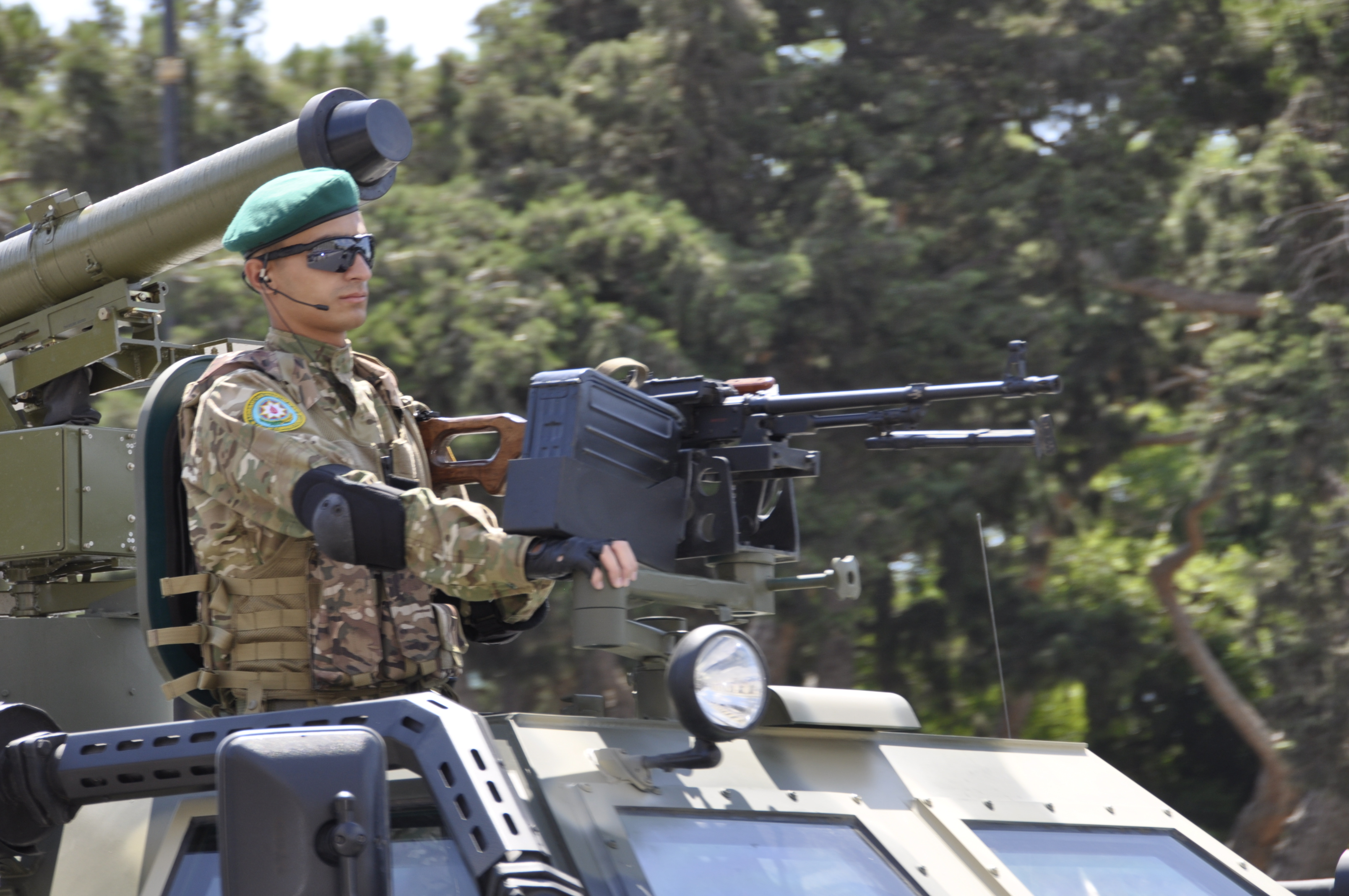
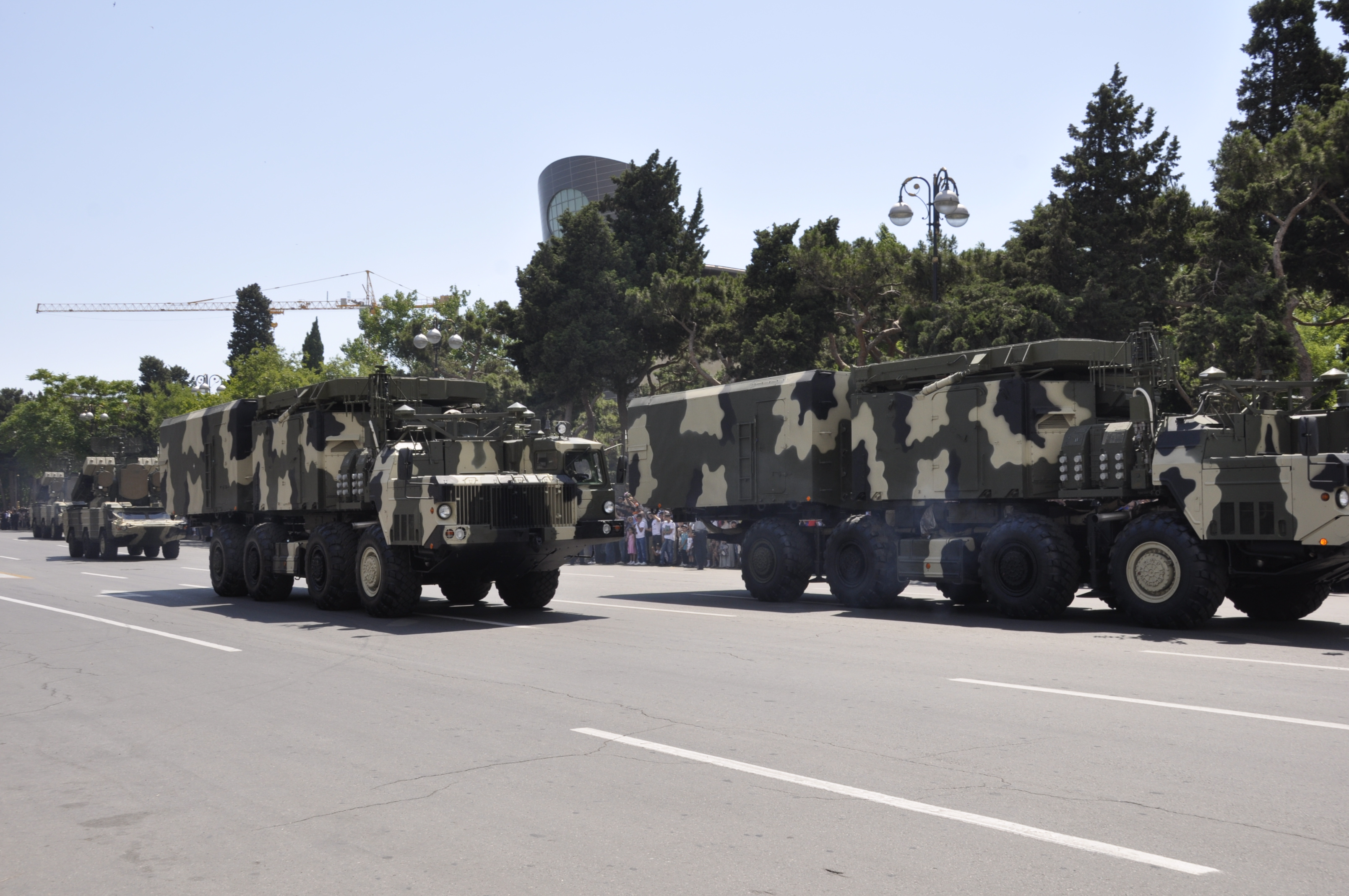
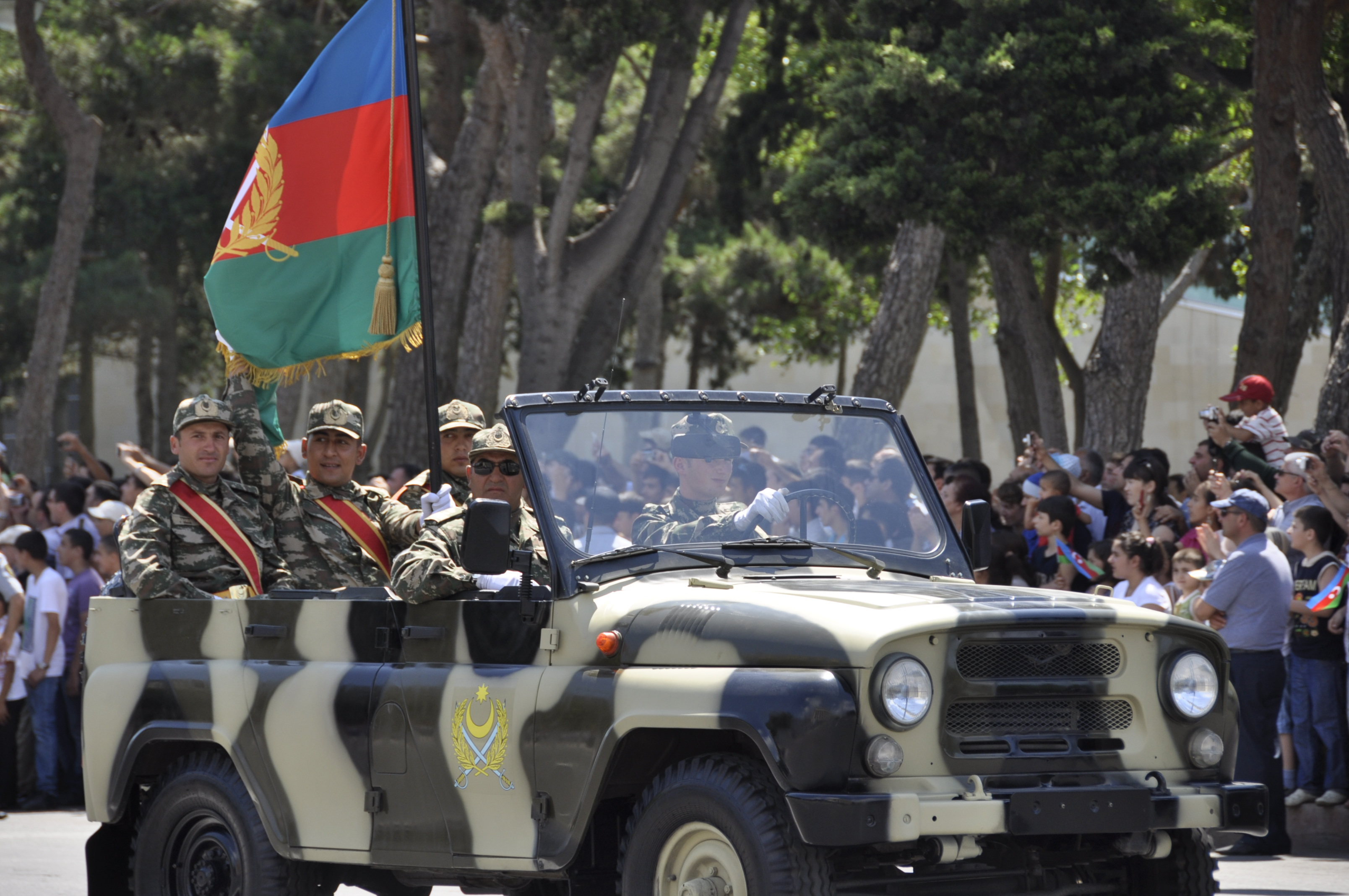
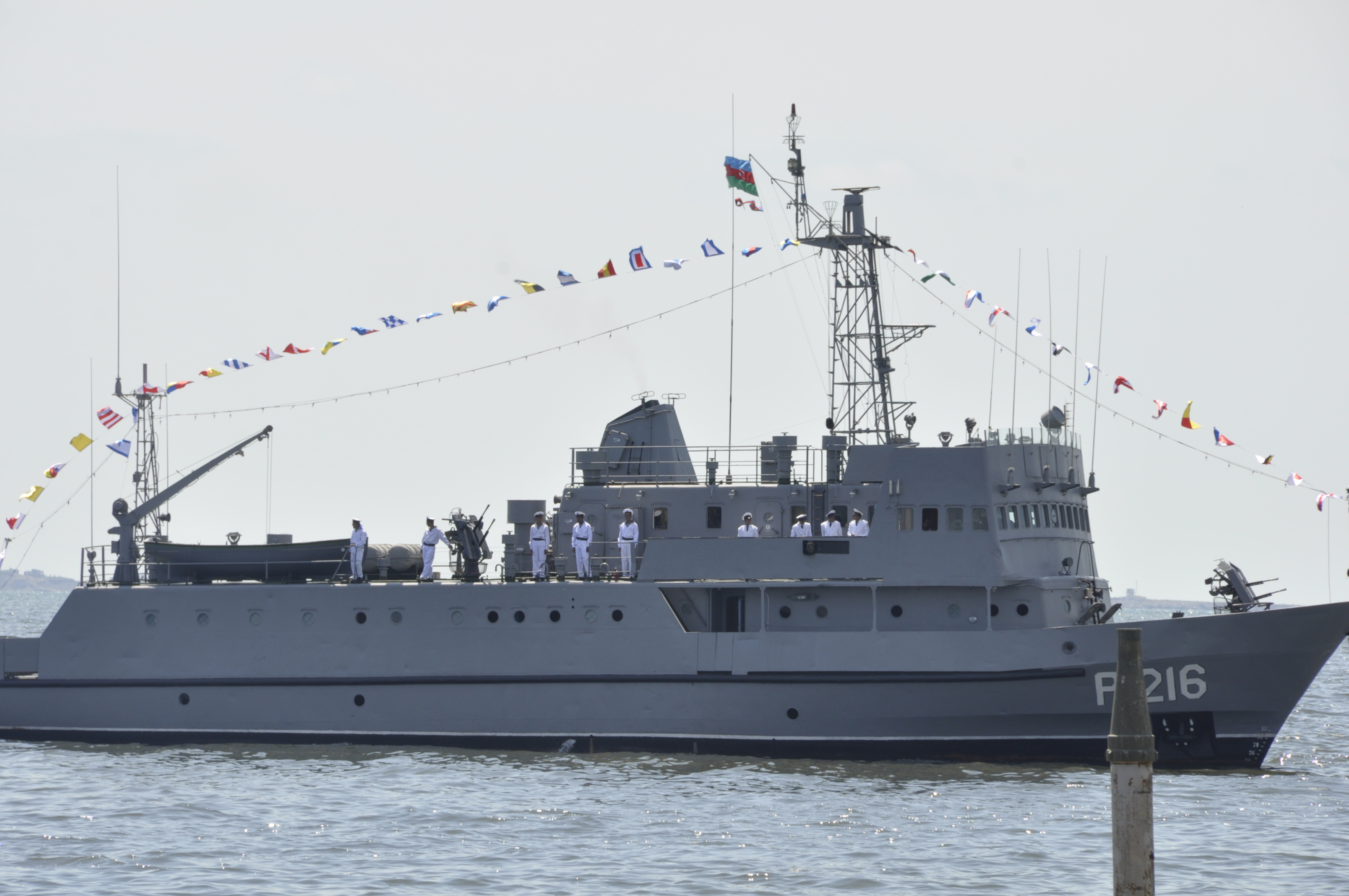
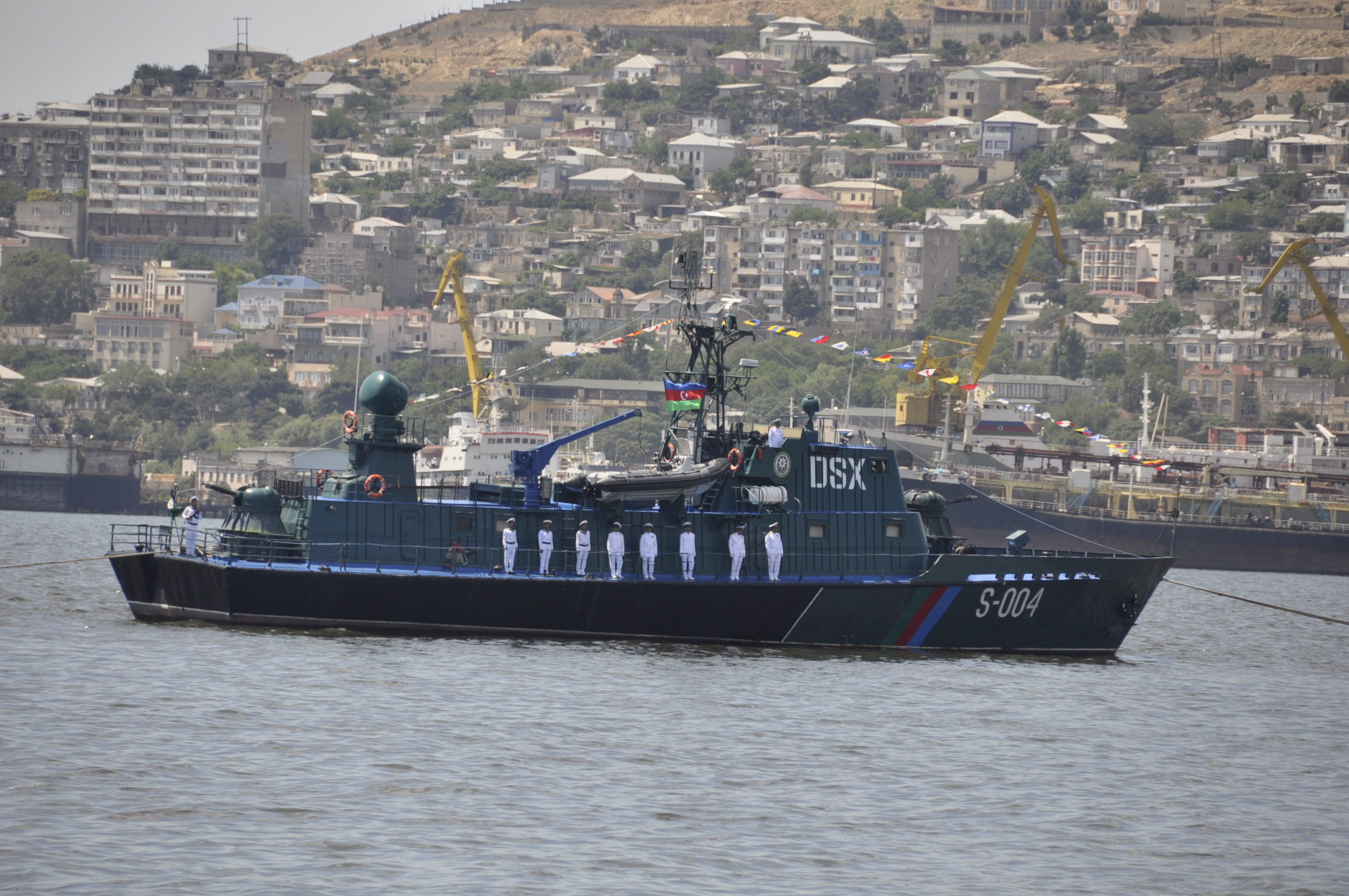

### Desfile militare (2013)

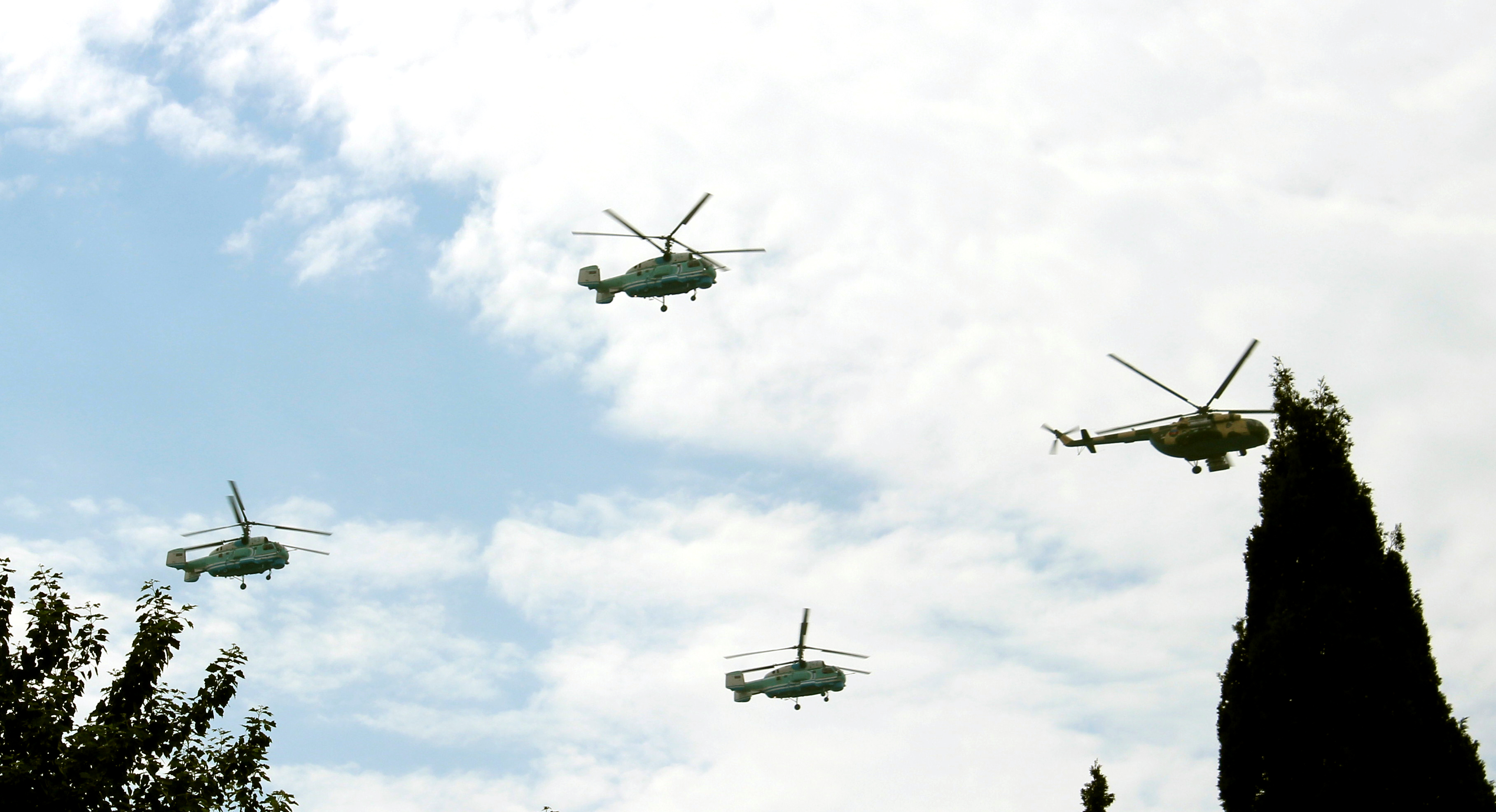
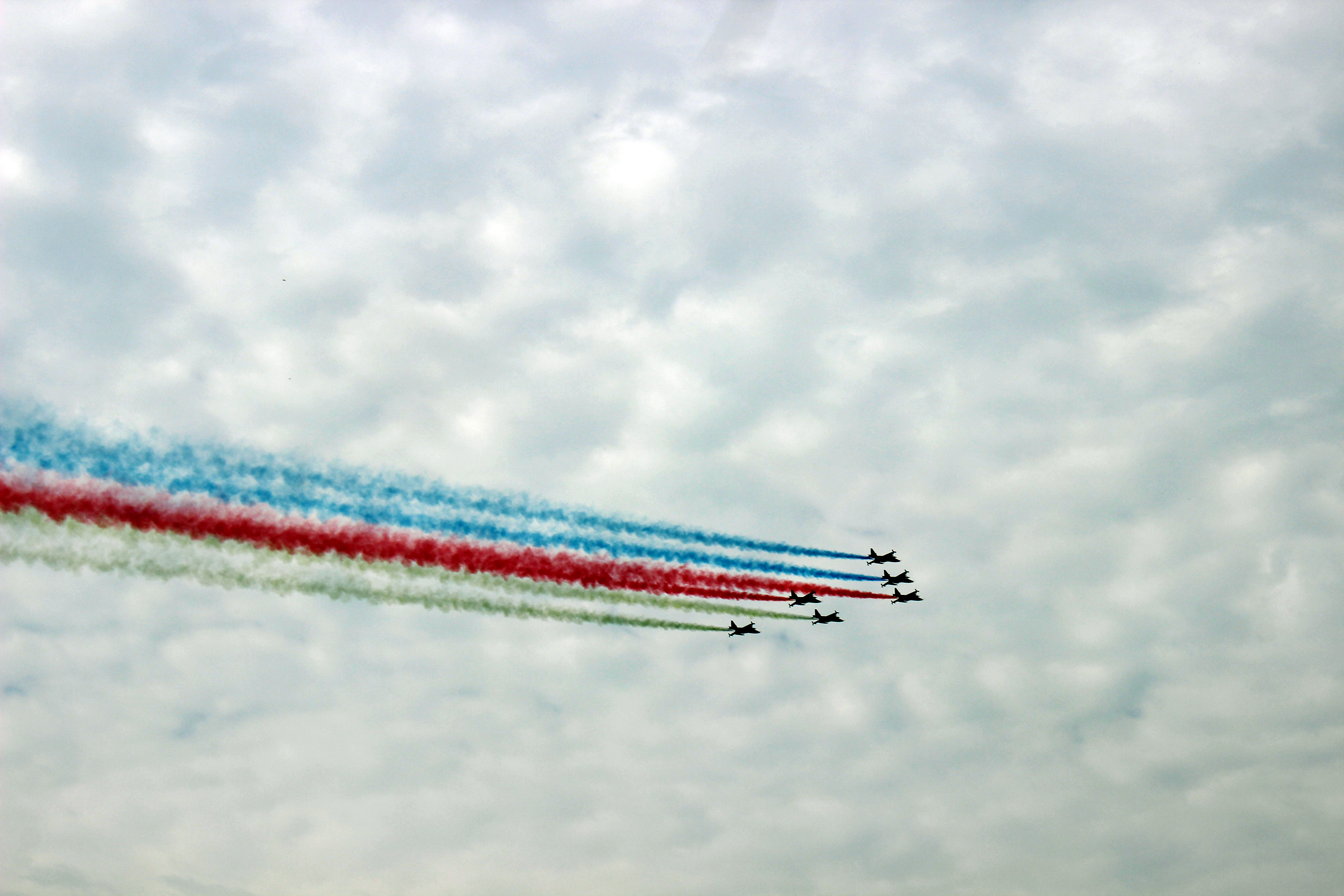
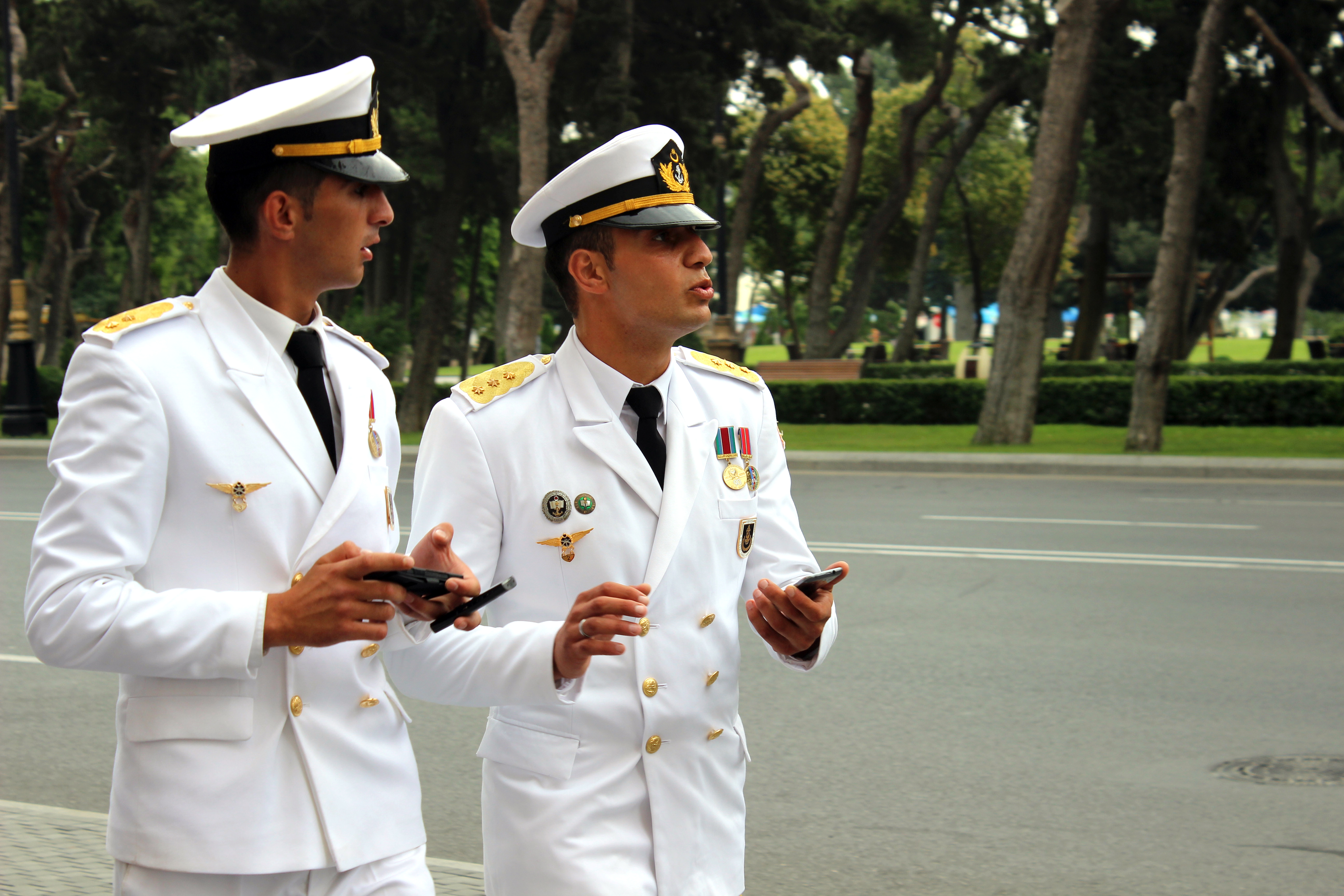
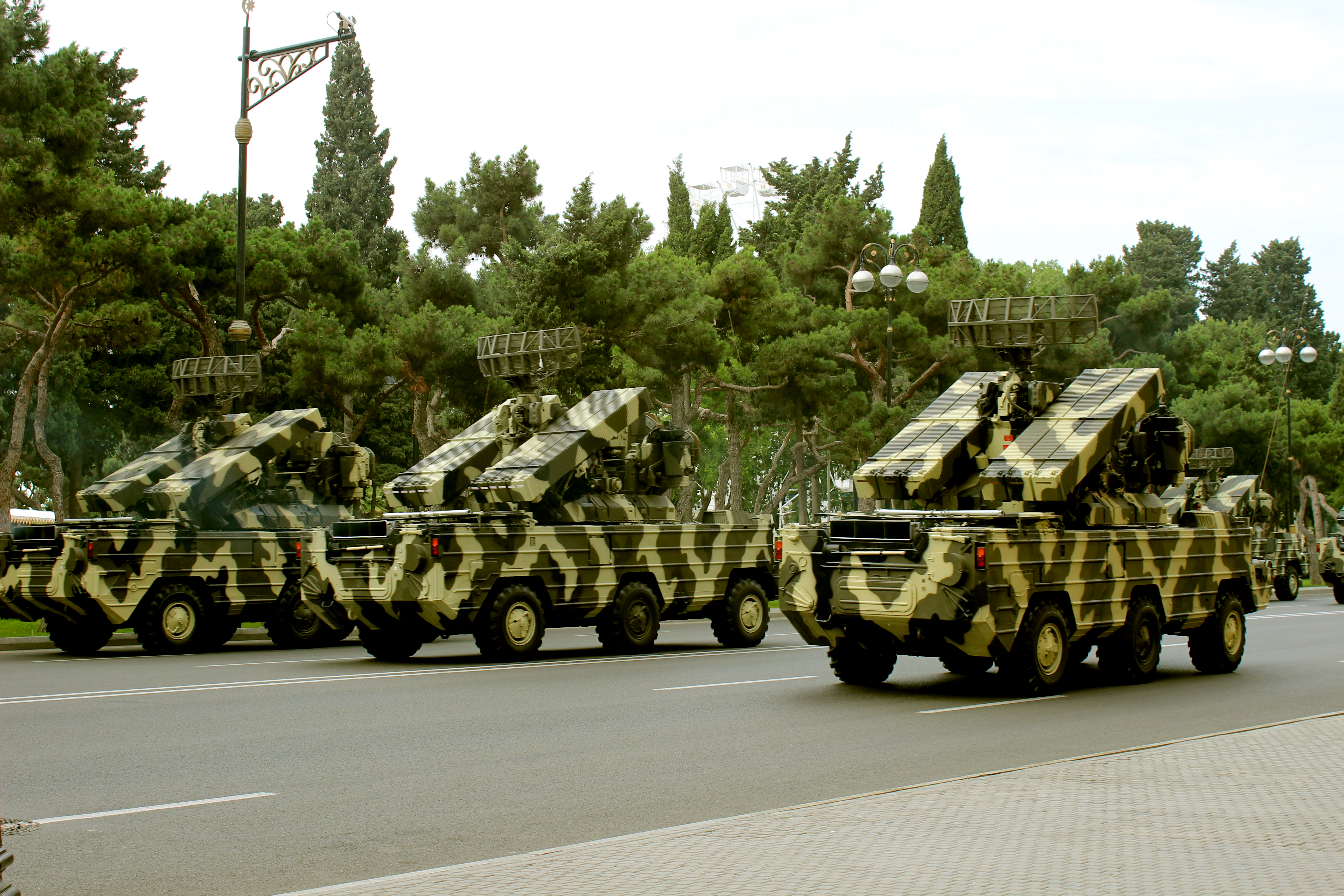
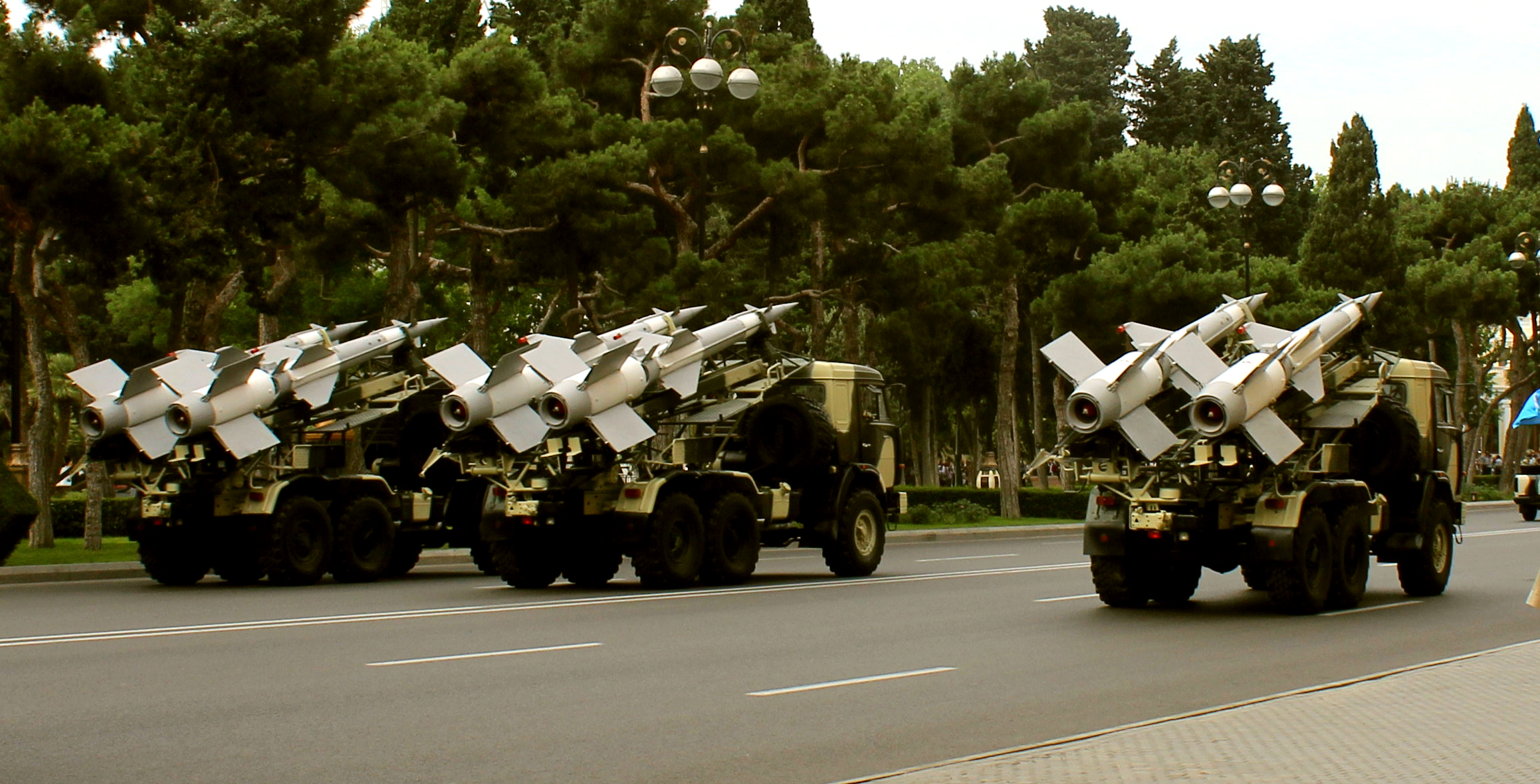
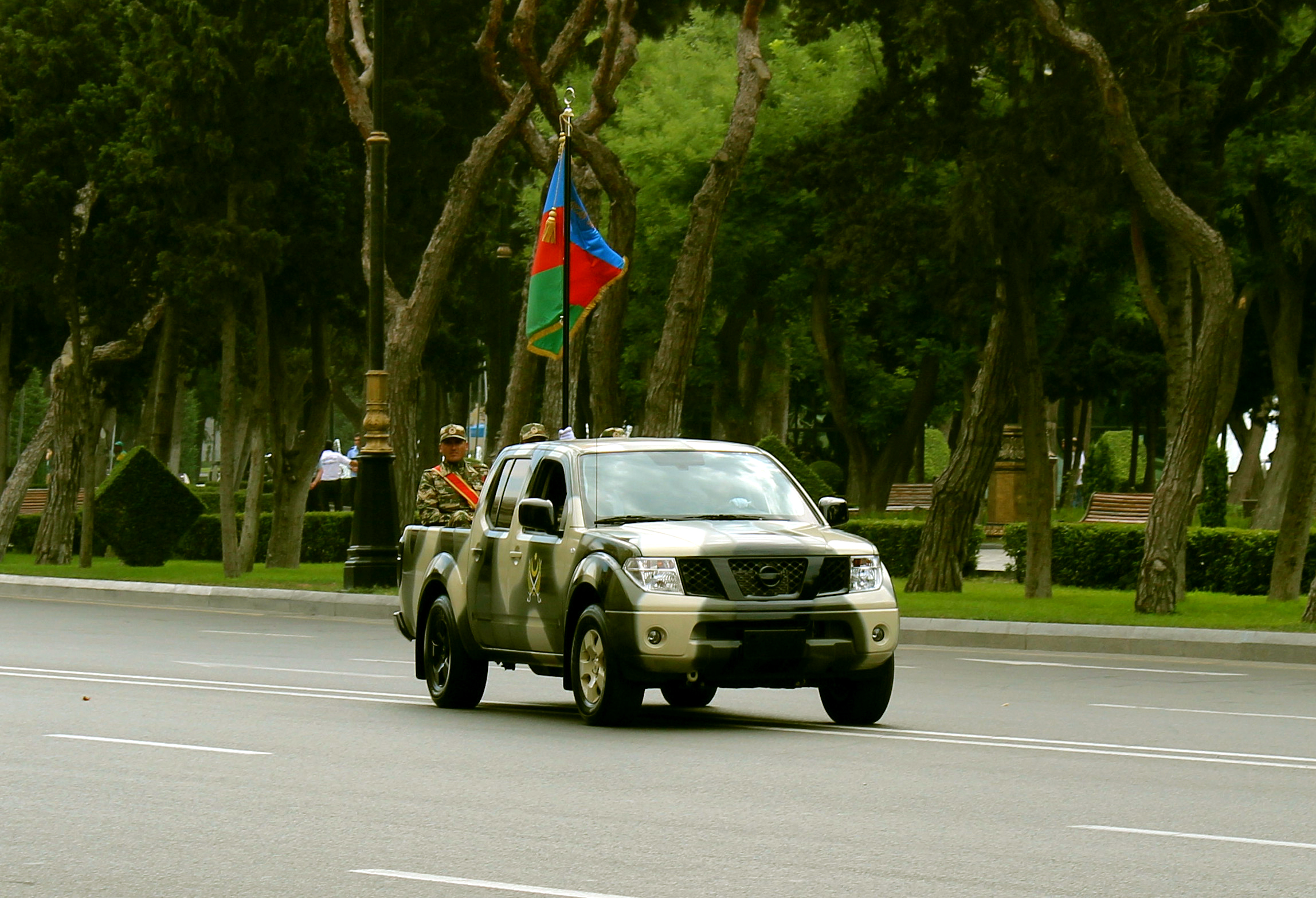
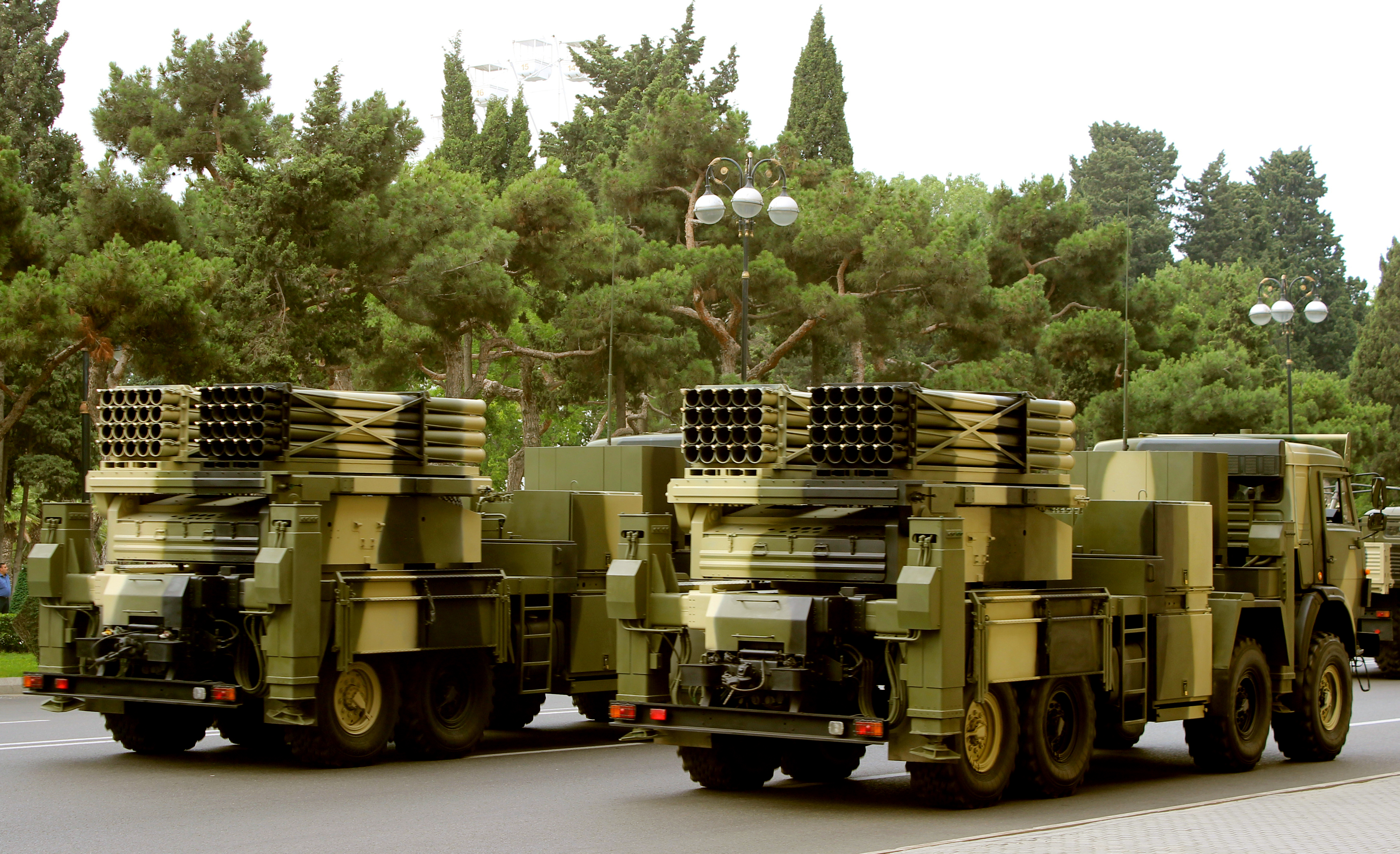
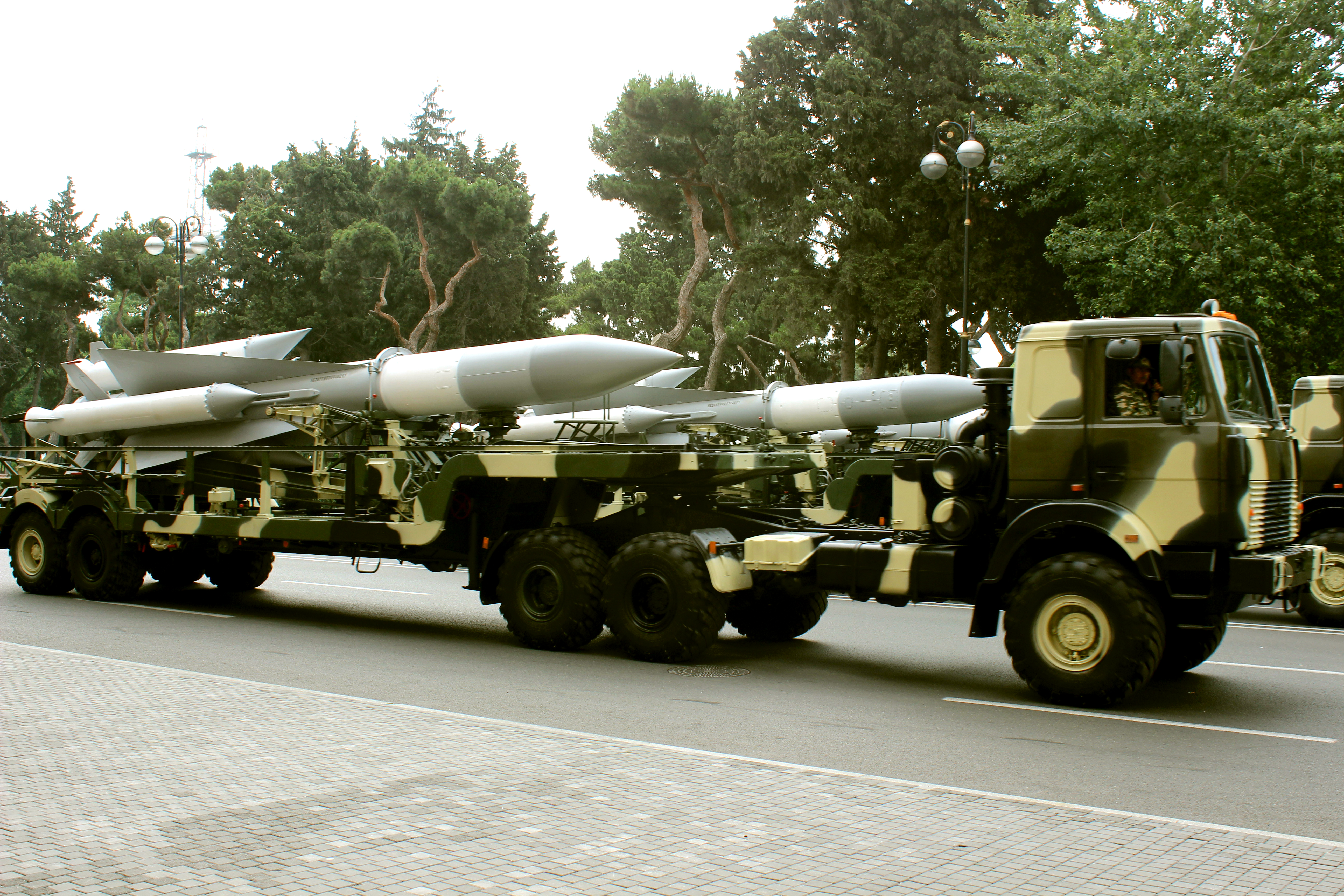
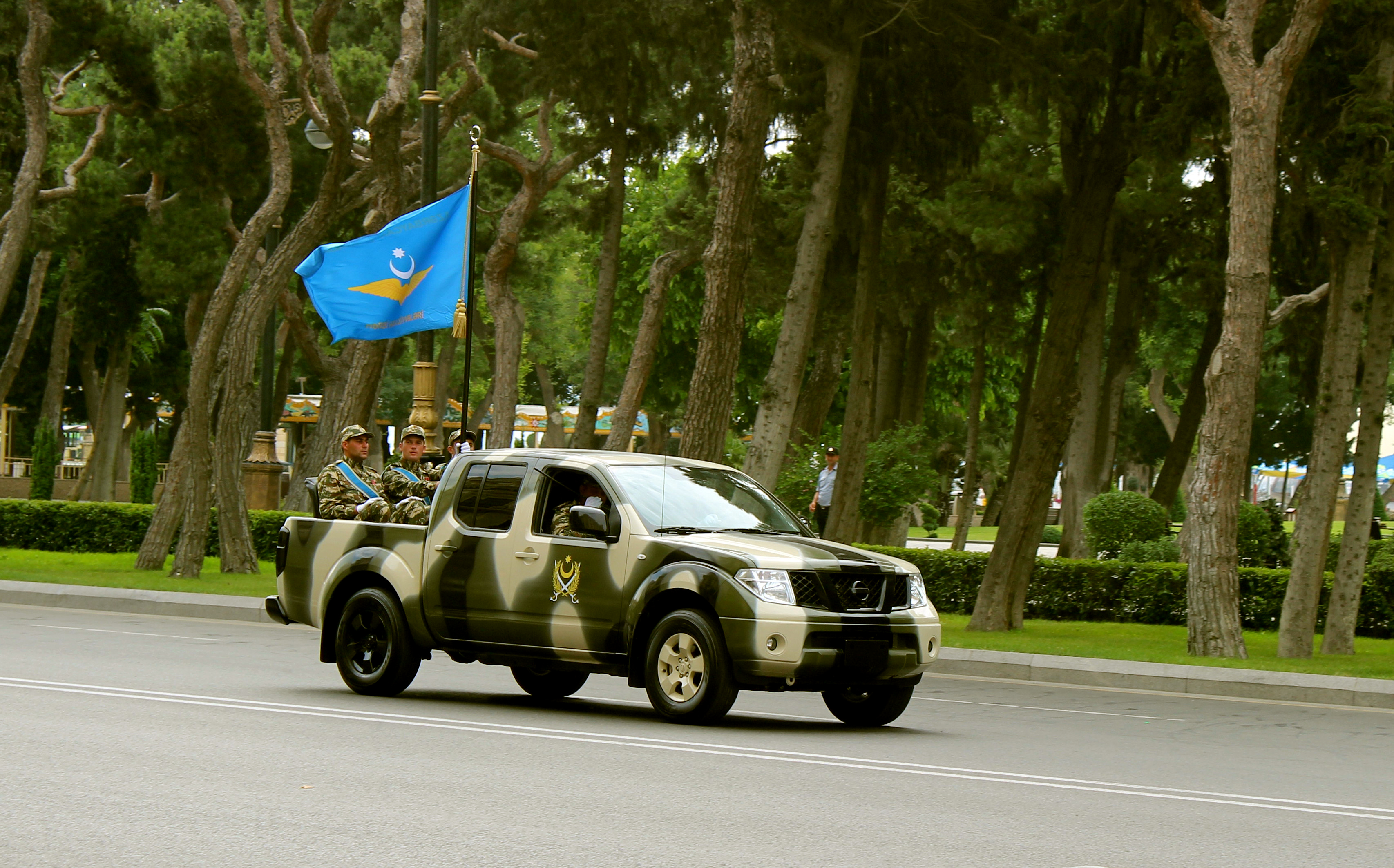